# Fernsehturm Święty Krzyż
Koordinaten: 50° 51′ 39″ N, 21° 3′ 2″ O

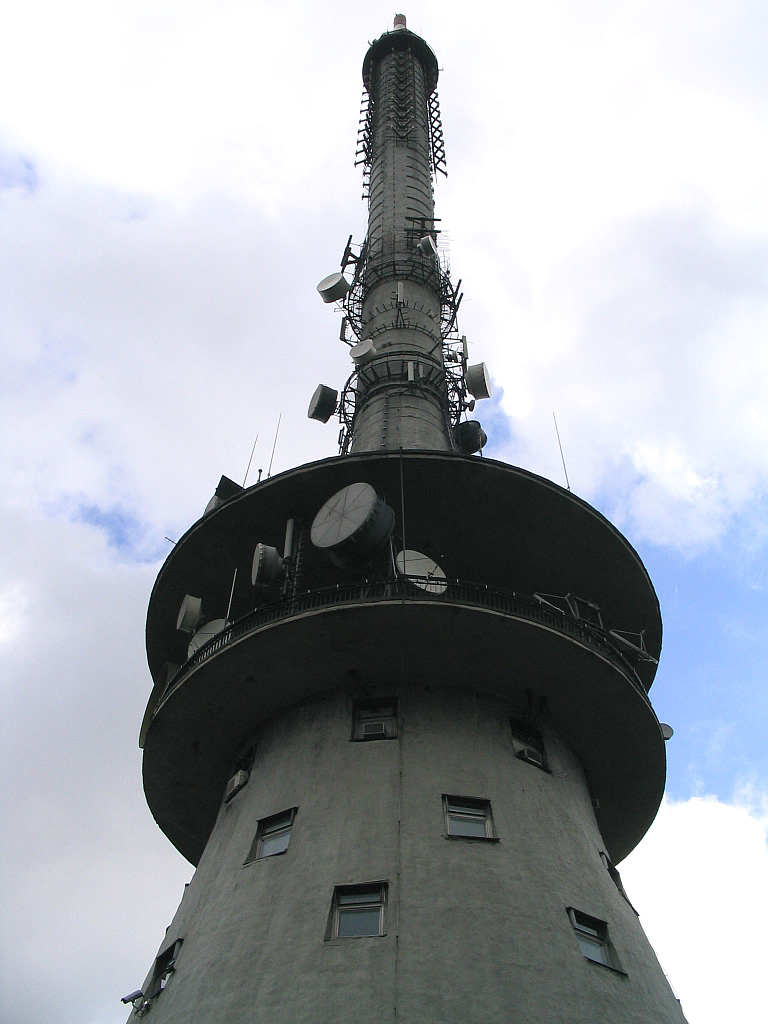
Święty Krzyż

Der Fernsehturm Święty Krzyż  (polnisch: RTCN Święty Krzyż) ist der höchste freistehende Sendeturm  in Polen. Der Fernsehturm Swiety Krzyz ist 157 Meter hoch und befindet sich unmittelbar neben dem Kloster Święty Krzyż auf der Łysa Góra. 
Der für die Öffentlichkeit nicht zugängliche Turm wurde 1966 errichtet und erinnert in seiner Bauweise in hohem Maße an den Fernsehturm auf dem Ochsenkopf.

## Abgestrahlte Programme

### Analoges Radio (UKW)
| Frequenz (MHz) | Programm        | RDS PS                     | RDS PI | Regionalisierung | ERP (kW) | Antennendiagramm rund (ND)/gerichtet (D) | Polarisation horizontal (H)/vertikal (V) |
| -------------- | --------------- | -------------------------- | ------ | ---------------- | -------- | ---------------------------------------- | ---------------------------------------- |
| 88,2           | RMF FM          | _RMF_FM_                   | 3F44   | -                | 120      | D                                        | V                                        |
| 92,3           | Polskie Radio 1 | POLSKIE_/_RADIO__/JEDYNKA_ | 3211   | -                | 60       | ND                                       | V                                        |
| 96,2           | Polskie Radio 3 | _Polskie/__Radio_/_TROJKA_ | 3233   | -                | 60       | ND                                       | V                                        |
| 101,4          | Radio Kielce    | _Radio__/_Kielce_          | 3434   | -                | 120      | ND                                       | V                                        |
| 105,3          | Radio Zet       | RadioZET                   | 3205   | -                | 60       | D                                        | V                                        |
| 106,5          | RMF Maxxx       | RMFMAXXX                   | 3399   | Kielce/Radom     | 20       | D                                        | V                                        |
| 107,2          | Radio Maryja    | R+MARYJA                   | 3232   | -                | 120      | ND                                       | V                                        |

### Digitales Radio (DAB+)
| Block             | Programme | ERP (kW) | Antennendiagramm rund (ND)/gerichtet (D) | Gleichwellennetz (SFN)                  |
| ----------------- | --- | -------- | ---------------------------------------- | --------------------------------------- |
| 10D Polskie Radio | DAB+-Block von Polskie Radio: - Chopin (128 kbps) - Folk Radio (72 kbps) - PR Czwórka (128 kbps) - PR Dwójka (128 kbps) - PR Jedynka (112 kbps) - PR Trójka (112 kbps) - Polskie Radio 24 (64 kbps) - Radio Dzieciom (72 kbps) - Radio Kielce (112 kbps) - Radio Poland (64 kbps) | 10       | D                                        | Kielce (Targowa), Kielce (Święty Krzyż) |

### Digitales Fernsehen (DVB-T)
| Kanal | Frequenz (MHz) | Multiplex    | Programme im Multiplex                                                                           | ERP (kW) | Antennendiagramm rund (ND)/ gerichtet (D) | Polarisation horizontal (H) / vertikal (V) | Modulationsverfahren | FEC | Guardintervall | Bitrate (MBit/s) | Gleichwellennetz (SFN) |
| ----- | -------------- | ------------ | ------------------------------------------------------------------------------------------------ | -------- | ----------------------------------------- | ------------------------------------------ | -------------------- | --- | -------------- | ---------------- | --- |
| 8     | 198,5          | MUX-8        | - Zoom TV - Nowa TV - Metro - WP - TVP Sport HD - TVP Rozrywka                                   | 10       | D                                         | V                                          | 64-QAM               | 3/4 | 1/8            | 21,8             | Kielce (Święty Krzyż), Kozłowiec, Tarnobrzeg (Siarkopol), Radom (Wacyn)                                                                                    |
| 30    | 546            | MUX-1        | - Eska TV - TTV (Polen) - Polo TV - ATM Rozrywka - TV Trwam - Stopklatka TV - Fokus TV - TVP ABC | 100      | ND                                        | H                                          | 64-QAM               | 3/4 | 1/8            | 24,9             | Kielce (Święty Krzyż), Kozłowiec |
| 37    | 602            | MUX-2        | - Polsat - TVN - TV4 - TV Puls - TVN 7 - Puls 2 - TV6 - Super Polsat                             | 100      | ND                                        | H                                          | 64-QAM               | 3/4 | 1/8            | 24,9             | Kielce (Święty Krzyż), Kozłowiec |
| 47    | 682            | MUX-3 Kielce | - TVP1 HD - TVP2 HD - TVP3 Kielce - TVP Kultura - TVP Historia - TVP Sport - TVP Info HD         | 150      | ND                                        | H                                          | 64-QAM               | 3/4 | 1/8            | 24,9             | Kielce (Święty Krzyż), Kielce (Komin EC), Krakau (Chorągwica), Busko-Zdrój (Mickiewicza), Dobromierz, Sandomierz (Mokoszyńska), Starachowice (Martenowska) |

### Ehemaliges analoges Fernsehen (SECAM/PAL)
Bis zur Umstellung auf DVB-T am 17. Juni 2013 wurden folgende Programme in analogem PAL (in SECAM bis 1. Januar 1994 für TVP2 und bis 1. Januar 1995 für TVP1) gesendet:
| Programm   | Frequenz   | Kanal | Sendeleistung | Polarisation | Sendestartdatum  | Sendeschlussdatum          |
| ---------- | ---------- | ----- | ------------- | ------------ | ---------------- | -------------------------- |
| TVP1       | 49,75 MHz  | 1     | keine Daten   | vertikal     | 15. Januar 1959  | 18. Februar 1966           |
| TVP1       | 77,25 MHz  | 3     | keine Daten   | vertikal     | 18. Februar 1966 | Januar 1995                |
| TVP2       | 93,25 MHz  | 5     | keine Daten   | vertikal     | 1972             | 1. Hälfte der 1990er Jahre |
| TVP2       | 527,25 MHz | 28    | 1000 kW       | horizontal   | 1977             | 17. Juni 2013              |
| TVP1       | 607,25 MHz | 38    | 800 kW        | horizontal   | Januar 1995      | 17. Juni 2013              |
| TVP Kielce | 767,25 MHz | 58    | 20 kW         | horizontal   | 5. März 2008     | 17. Juni 2013              |